# Holger Fransman

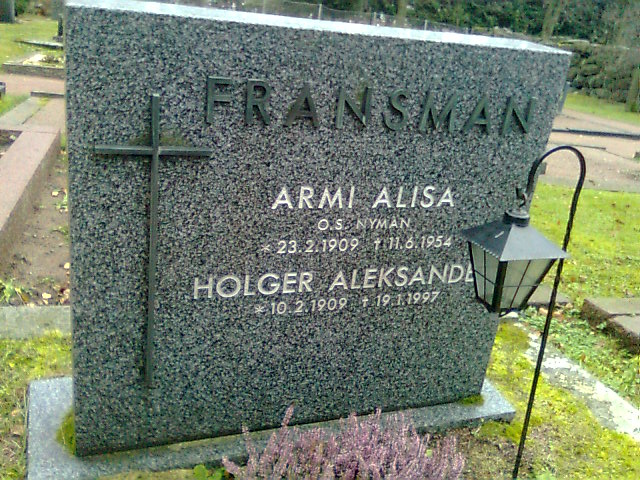
Holger Fransmans gravställe på Sandudds begravningsplats i Helsingfors.

Holger Alexander Fransman, född 10 februari 1909 i Helsingfors, död där 19 januari 1997, var en finländsk valthornist.
Fransman studerade vid Helsingfors konservatorium 1926–31 och i Wien 1931. Han blev valthornist vid Helsingfors stadsorkester 1930 och var förste valthornist där 1936–68. Han var lärare vid Helsingfors konservatorium, sedermera Sibelius-Akademin, 1931–73 och dirigent för dess blåsorkester 1966–73. Han var styrelsemedlem i Finlands musikerförbund 1941–50, blev director musices 1959, erhöll professors titel 1969, tilldelades Pro Finlandia-medaljen 1982 och statens tonkonstpris 1984.